# يوهان دايزنهوفر
يوهان دايزنهوفر (بالألمانية: Johann Deisenhofer) هو عالم كيمياء حيوية ألماني ولد في 30 سبتمبر 1943 .
حصل على الدكتوراه من جامعة ميونيخ التقنية لأبحاثه التي أجراها في معهد ماكس بلانك للكيمياء الحيوية. وقد تابع أبحاثه في في هذا المعهد حتى سنة 1988 إلى أن انتقل بها إلى معهد هوارد هيوز الطبي في جامعة تكساس في دالاس التي عين فيها بروفسورًا.

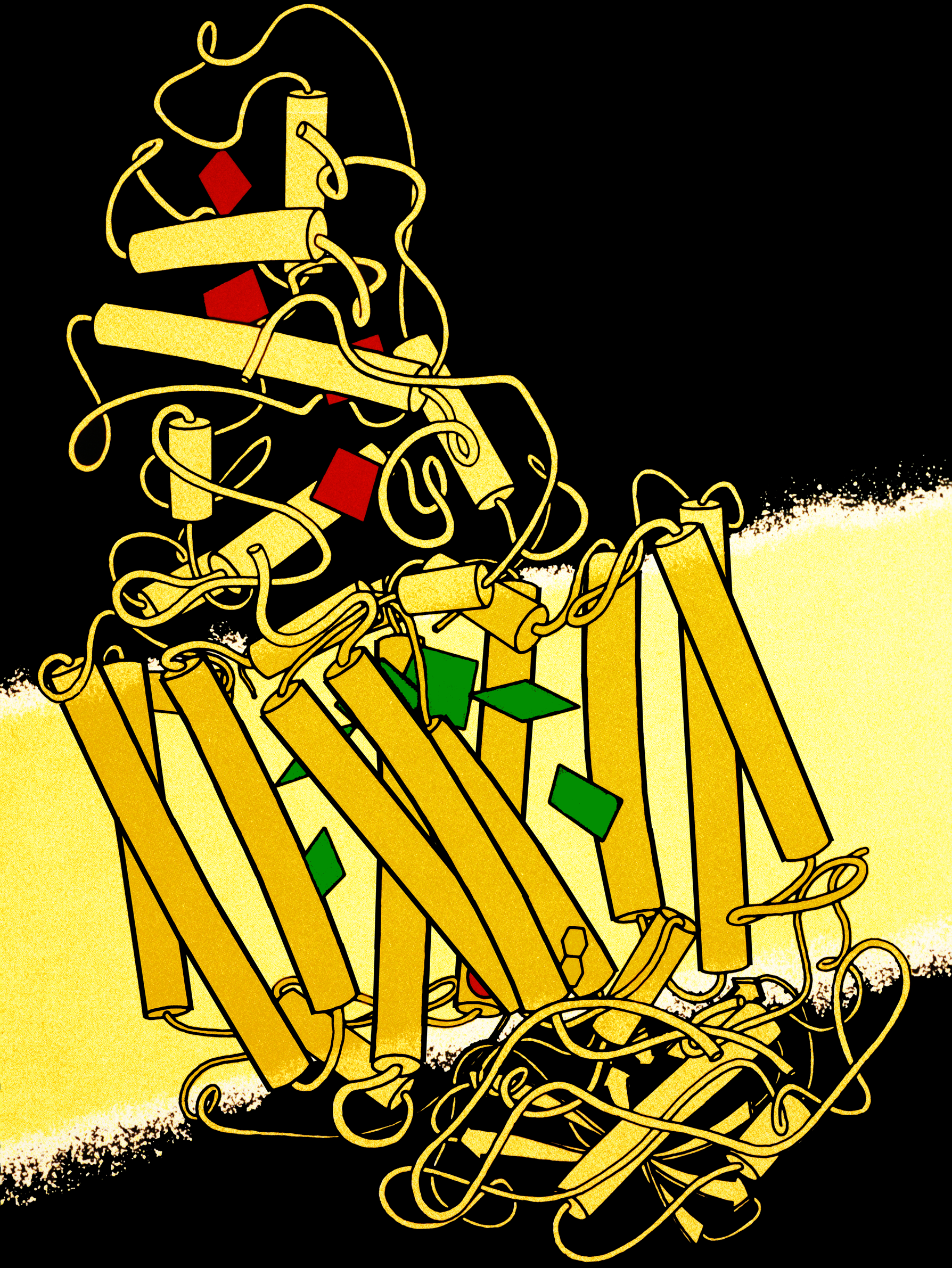
رسم تخطيطي لهيكل مركز التفاعل الضوئي في الغشاء.

حصل سنة 1988 على جائزة نوبل في الكيمياء .

## روابط خارجية
- يوهان دايزنهوفر على موقع الموسوعة البريطانية (الإنجليزية)
- يوهان دايزنهوفر على موقع مونزينجر (الألمانية)
- يوهان دايزنهوفر على موقع إن إن دي بي (الإنجليزية)